# 人類血小板抗原
人類血小板抗原(HPA)，是指存在於人類血小板上的抗原。这种抗原在不同的人身上具有多态性，因此，在具有不同抗原的人们之间互相输血会产生抗体，引起免疫反应，造成无效输血、输血性紫瘢，甚至发生新生儿免疫性血小板减少症
。
从60年代开始，人们就发现在血小板上除了含有组织相容性抗原(HLA)等共同抗原外，还含有仅存在于血小板膜糖蛋白上的特异性抗原--人类血小板共同抗原(HPA)，并对其进行了详细的鉴定和分型。
国际骨髓移植学会（ISBT）对血小板抗原进行了系统分类命名，按照六类双等位基因系列（HPA-1, -2, -3, -4, -5, -15）分成12种抗体，是由单核苷酸多态性造成的不同的氨基酸位置决定的，统一了以前各种不同的命名法。
例如：
| 系统  | 抗原   | 以前名称 | 醣蛋白 | CD   |
| ----- | ------ | -------- | ------ | ---- |
| HPA-1 | HPA-1a | 1aZw     | GPIIIa | CD61 |
|       | HPA-1b | Zwb      | GPIIIa | CD   |